# Parafowanie
Parafowanie – poświadczenie dokumentu skróconą postacią podpisu (czyli parafką). Parafowanie stosuje się np. do kopii dokumentów, dokumentów roboczych, dokumentów o mniejszym znaczeniu, oraz dokumentów wymagających zatwierdzenia. Stąd w znaczeniu prawniczym parafowanie to takie podpisanie umowy, które nie niesie za sobą żadnych skutków prawnych, a jedynie oznacza zgodność i dobrą wolę stron przed podpisaniem dokumentu końcowego. Parafa nie jest pojęciem zdefiniowanym w polskim prawie, choć istnieje w orzecznictwie.
W procedurze zawierania umów międzynarodowych, oznacza podpisanie dokumentu dokonywane zazwyczaj przez urzędników niższej rangi - np. pełnomocników rządów. Oznacza ono, że treść umowy została ostatecznie uzgodniona, a sam dokument oczekuje na podpisanie przez wyższych urzędników. Parafowanie stosuje się najczęściej wtedy, gdy zamierza się nadać danej umowie międzynarodowej szczególną wagę i oprawę.